# USS Carl Vinson (CVN-70)
USS Carl Vinson (CVN-70) je treći američki nosač aviona iz klase Nimitz. Nazvan je po američkom demokratskom političaru Carlu Vinsonu iz Georgije, prvom američkom kongresniku s preko 50 godina rada u Zastupničkom domu SAD-a. Jedan od nadimaka ovog nosača aviona je "Golden Eagle" (hrv. Zlatni orao).

## Grb nosača aviona
Na grbu nosača aviona Carl Vinson nalazi se orao raširenih krila koji kljunom drži žuti transparent na kojem je na latinskom jeziku napisano: VIS PER MARE (hrv. Snaga mora). Orao leti ispred stiliziranog modrog slova V koje asocira na prvo slovo kongresnika Carla Vinsona po kojemu je nosač dobio ime. To slovo ujedno i aludira na prednji trup nosača zrakoplova ako ga se gleda sprijeda.

## Strike Group 1
U listopadu 2009. američka mornarica je najavila da će Carl Vinson ući u sastav novoosnovane jedinice Strike Group 1 sa sjedištem u kalifornijskoj mornaričko-zračnoj bazi Norfolk u San Diegu. Nosač je pod zapovjedništvom kapetana Bruce H. Lindseyja otplovio u Norfolk 12. travnja 2010.

## Dizajn i konstrukcija
Kobilica ovog kapitalnog broda je položena 11. listopada 1975. u brodogradilištu Northrop Grumman Newport News dok je porinuće i svečano krštenje broda izvršeno 15. ožujka 1980. Kongresnik Carl Vinson je postao prva osoba u povijesti američke ratne mornarice koji je dobio čast da svjedoči porinuću broda. Nakon testiranja na moru, nosač je predan američkoj mornarici 26. veljače 1982., dok je 13. ožujka 1982. uveden u službu.

## Povijest nosača aviona

### 1980-e
Carl Vinson uveden je u službu američke ratne mornarice 13. ožujka 1982. godine a nosačem je zapovijedao kapetan Richard L. Martin. Među prisutnima bili su zapovjednik mornaričkih operacija, admiral Thomas B. Hayward, ministar pomorstva John F. Lehman, senator John Tower i Molly Snead, sponzor broda. Nakon odobrenja da služi kao nosač aviona, USS Carl Vinson je postao jedan od najmodernijih brodova američke mornarice. Uslijedila su brojna razdoblja na moru u kojima su se obavljale pomorske vježbe na američkoj istočnoj obali.
Carl Vinson je otplovio u luku Norfolk 1. ožujka 1983. s 15. zračnim krilom (namijenjenim radu na nosaču aviona) a nakon toga je uslijedilo osmomjesečno kruising putovanje po svijetu, nakon kojeg je nosač 28. listopada 1983. uplovio u kalifornijsku mornaričko-zračnu luku Alameda, svoj novi dom.
CVN-70 je sudjelovao na vojnoj vježbi RIMPAC 1984. godine, prije nego što je 14. listopada 1984. razmješten na zapadni Pacifik. Od siječnja do travnja 1985. nosač je proveo 107 dana u Indijskom oceanu. Tokom operacija na Japanskom moru sovjetske podmornice klase Charlie uplovile su u Indijski ocean.
Nosaču aviona je 1985. godine uručena nagrada Meritorious Unit Commendation za operacije obavljene u razdoblju od studenog 1984. do svibnja 1985. Također, u veljači 1985. Carlu Vinsonu je dodijeljena i memorijalna nagrada Vice Admiral James H. Flatley Memorial Safety Award za operativnu spremnost i zračnu sigurnost 1984. godine.
Carl Vinson i 15. zračno krilo su 12. kolovoza 1986. otplovili na zapadni Pacifik čime je CVN-70 postao prvi moderni američki nosač aviona koji je operirao u Beringovom moru. U siječnju 1987. nakon opsežnih operacija u Indijskom oceanu i sjeveru Arapskog mora, Carl Vinson je još jednom otplovio u Beringovo more, prije vraćanja u bazu Alameda.
Nosač aviona je krajem 1980-ih sudjelovao u operaciji Earnest Will kao pratnja američkim tankerima u Perzijskom zaljevu. Carl Vinson se vratio u SAD 16. prosinca 1988. godine te je nagrađen momerijalnom nagradom Admiral Flatley Memorial Award za zračnu sigurnost.
18. rujna 1989. nosač je otplovio u luku Alameda kako bi sudjelovao na vježbi PACEX, najvećoj mirnodopskoj pomorskoj vježbi od 2. svjetskog rata. Tijekom vježbe, Carl Vinson je operirao na području Beringovog mora i Aleutskih otoka, a na kraju je predvodio tri zajedničke operacije na Japanskom moru i Pacifičkom oceanu. Takođen, nosač je uplovio i u južnokorejsku luku Pusan te se nakon toga vratio u svoju luku Alameda ubrzo nakon razornog Loma Prieta potresa u zaljevskom području San Francisca.

### 1990-e
U veljači 1990. godine izvršena je posljenja implementacija nosača s vojnim avionima A-7 Corsair. Nosač je vraćen u matičnu luku Alameda 9. kolovoza 1990. Carl Vinson je 22. rujna 1990. uplovio u mornaričku bazu Bremerton kako bi obavio 28-mjesečni kompletni remont. Također, nosaču je te godine dodijeljena nagrada Battle Efficiency Award.
17. veljače 1994. nosač je s 4. zračnim krilom krenuo u Perzijski zaljev kako bi bio podrška u operaciji Southern Watch. Carl Vinson vratio se u luku Alameda 17. kolovoza 1994. godine te je primio svoju treću po redu nagradu Admiral Flatley Award za zračnu sigurnost.
1995. je na satelitskom TV kanalu Discovery Channel prikazana epizoda: "Carrier: Fortress at Sea" (hrv. Nosač: Tvrđava na moru) koja se bavila temom polugodišnjeg putovanja CVN-70 do Perzijskog zaljeva i natrag.
Od 26. kolovoza do 3. rujna 1995. Carl Vinson je sudjelovao u vojnoj vježbi Exercise Ke Koa kao i prigodnoj ceremoniji u spomen kraju 2. svjetskog rata na Pacifiku. Tokom te ceremonije američki predsjednik Bill Clinton je posjetio nosač aviona na Havajima. Također, u sklopu prigodne svečanosti, s nosača je lansirano 12 aviona iz ere 2. svjetskog rata.
Nosač je 14. svibnja 1996. zajedno s 14. zračnim krilom ponovo raspoređen u Perzijskom zaljevu opet kao podrška operacijama Southern Watch i Desert Strike. Carl Vinson također je sudjelovao i na vježbi Rugged Nautilus prije nego što se vratio u matičnu luku Alameda 14. studenog 1996.
Zatvaranjem pomorsko-zračne baze Alameda, brod je 17. siječnja 1997. prebačen u Bremerton (savezna država Washington) kao svoju novu baznu luku gdje je Carl Vinson postao posljednji nosač aviona koji je koristio zrakoplove A-6 Intruder.
1998. godine CVN-70 je sudjelovao na vojnoj vježbi RIMPAC zajedno s 11. zračnim krilom prije nego što je poslan u Perzijski zaljev u kojem su avioni s tog nosača 19. prosinca 1998. sudjelovali u zračnim udarima kao podrška operacijama Desert Fox i Southern Watch. Zračni udari nastavili su se i u ožujku 1999. godine.
U srpnju 1999. Carl Vinson je stavljen na suhi vez u mornaričkom brodogradilištu Puget Sound na 11 mjeseci na što je američka ratna mornarica potrošila 230 milijuna USD na nadogradnju broda. Post-nadogradnja nastavljena je i u 2000. godini.

### 2000-e
23. srpnja 2001. Carl Vinson je s 11. zračnim krilom otplovio ponovo u Perzijski zaljev kao potpora operaciji Southern Watch. To se iznenada promijenilo 11. rujna 2001. godine tokom terorističkog napada na zgrade WTC-a, kada je brod plovio oko Indije. Kao odgovor na teroristički napad na američkom tlu, Carl Vinson je promijenio smjer te otplovio prema sjeveru Arapskog mora gdje je 7. listopada 2001. godine započeo s prvim nizom zračnih napada kao podrška operaciji Enduring Freedom. Kroz 72 dana, 11. borbeno krilo na nosaču aviona je izvršilo 4.000 borbenih letova u ratu protiv terorizma zbog čega je nosač aviona dobio ekspedicijsko odličje zbog sudjelovanju u globalnom anti-terorističkom ratu (Battle Efficiency Award). Sredinom prosinca, Carl Vinson je započeo s povratkom u matičnu luku. U međuvremenu je za Božić stao u singapurskoj mornaričkoj bazi Changi, a u SAD je stigao 23. siječnja 2002. godine.
U travnju iste godine brod je bio na remontu te je isplovio u rujnu s ciljem testiranja. Za to vrijeme je na nosaču instalirano nekoliko novih operativnih sustava dok su letna paluba i katapultovi u potpunosti obnovljeni. Renovirane su i brojne prostorije te su drastično poboljšani radni i životni uvjeti posade. Dovršetak održavanja / remonta obavljen je u rekordnom razdoblju.
U siječnju 2003. obavljene su jednomjesečne pripreme s 9. zračnim krilom. Zbog početka operacije Iraqi Freedom, nosač aviona je stavljen u uporabu na neodređeno vrijeme. Nakon devet mjeseci, Carl Vinson se u rujnu 2003. napokon vratio u Bremerton (15. rujna 2003.). Od siječnja 2003. do rujna 2003. nosač je uplovio u luke Havaja, Guama, Južne Koreje, Japana, Australije, Hong Konga i Singapura. Carl Vinson sudjelovao je i u Foal Eagle, godišnjoj mješovito-zajedničkoj vojnoj vježbi s korejskom vojskom na južnokorejskom teritoriju.
Na natjecanju iz 2004. CVN-70 je osvojio nagradu Marjorie Sterrett Battleship Fund Award koja se dodjeljuje najspremijem bojnom brodu iz američke pacifičke flote.
Nosač aviona Carl Vinson je u siječnju 2005. otišao u Bremerton zajedno s 9. zračnim krilom zbog šestomjesečne implementacije, uključujući i nekoliko mjeseci u Perzijskom zaljevu kao podrška vojnoj operaciji Iraqi Freedom. Uz to, CVN-70 je imao značajnija krstarenja u luke Singapura, Guama, Bahreina, UAE-a, grčkog Rodosa i portugalskog Lisabona. Krstarenja su završila 31. srpnja 2005. ulaskom u mornaričku bazu Norfolk.

### Remont i punjenje gorivom 2005.
U studenom 2005. Carl Vinson je postao treći nosač iz klase Nimitz koji je prošao proces kompletnog remonta i punjenja gorivom. Cijeli proces je trajao 36 mjeseci. Nosač je u svibnju 2007. odveden na suhi vez brodogradilišta Northrop Grumman Newport News koje je i izgradilo Carla Vinsona.
Završetkom punjenja goriva, nosač aviona je poslan na probno testiranje na more 28. lipnja 2009. te je vraćen u mornaričku bazu Norfolk 1. srpnja 2009. U sastav flote američke mornarice CVN-70 je natrag uveden 11. srpnja 2009. nakon uspješnog završetka testiranja nosača na moru.
U listopadu 2009. godine Carl Vinson je na četiri mjeseca vraćen u brodogradilište Northrup Grumman Newport News zbog održavanja potrebnog za nadolazeći tranzit na Pacifik u proljeće sljedeće godine. Početkom 2010. ovaj kapitalni brod je poslan na tranzit oko Južne Amerike kako bi došao do svog novog doma, mornaričko-zračne baze North Island (u kalifornijskom San Diegu). Ova mornarička baza ujedno je i dom nosačima Nimitz (CVN-68) i Ronald Reagan (CVN-76).

### 2010-e
12. siječnja 2010. godine nekoliko sati nakon potresa na Haitiju, nosaču Carlu Vinsonu je naređeno da se premjesti sa svojeg trenutnog položaja na sjeveru Atlantskog oceana na Haiti kako bi u sklopu operacije Unified Response pomogao napaćenom haićanskom narodu. Nakon što su primljene zapovijedi američkog južnog zapovjedništva (eng. USSOUTHCOM), Carl Vinson je nastavio put na floridski Mayport gdje su američki brodovi natovareni s helikopterima i drugom opremom za pomoć Haitiju. Brodovi su stigli u Port-au-Prince 15. siječnja 2010. Uloga CVN-70 je bila pružanje medicinske pomoći i davanje viška desalinizirane vode iz zaliha nosača aviona.
U ožujku 2010. godine tokom tranzita po Južnoj Americi, CVN-70 je održao zajedničku vojnu vježbu s brodovima argentinske mornarice.
12. travnja 2010. nosač je stigao do svojeg novog doma, mornaričke baze North Island u kalifornijskom San Diegu.
30. studenog 2010. su u North Islandu održane trotjedne vježbe nosača Carla Vinsona i američkog 17. zračnog krila.

## Zapovjednici CVN-70
| Zapovjednici CVN-70 | Zapovjednici CVN-70         | Zapovjednici CVN-70    | Zapovjednici CVN-70 |
| Rang                | Ime zapovjednika            | Početak zapovjedništva | Kraj zapovjedništva |
| ------------------- | --------------------------- | ---------------------- | ------------------- |
| Kapetan             | Richard Lee Martin          | 13. ožujka 1982.       | 30. srpnja 1983.    |
| Kapetan             | Thomas Alexander Mercer     | 30. srpnja 1983.       | 20. ožujka 1986.    |
| Kapetan             | George Donoghue O'Brien Jr. | 20. ožujka 1986.       | 14. travnja 1989.   |
| Kapetan             | Doyle John Borchers II.     | 14. travnja 1989.      | 28. ožujka 1992.    |
| Kapetan             | John Scott Payne            | 28. ožujka 1992.       | 7. listopada 1994.  |
| Kapetan             | Larry Clifford Baucom       | 7. listopada 1994.     | 29. siječnja 1997.  |
| Kapetan             | David Mark Crocker          | 29. siječnja 1997.     | 8. studenog 1999.   |
| Kapetan             | Bruce Weid Clingan          | 8. studenog 1999.      | 6. listopada 2001.  |
| Kapetan             | Richard Burton Wren         | 6. listopada 2001.     | 14. svibnja 2004.   |
| Kapetan             | Kevin Michael Donegan       | 14. svibnja 2004.      | 5. listopada 2006.  |
| Kapetan             | Walter Edward Carter Jr.    | 5. listopada 2006.     | 7. srpnja 2009.     |
| Kapetan             | Bruce Hicks Lindsey         | 7. srpnja 2009.        |                     |

## Nagrade CVN-70
Carl Vinson dobitnik je brojnih nagrada, uključujući:
- Battle Efficiency Award: 1990., 1996., 1998., 2001., 2004.[33]
- Meritorious Unit Commendation: 1985., 1995., 1996., 1999.
- Navy Unit Commendation: 1998., 2001.
- Vice Admiral James H. Flatley Memorial Safety Award: 1985., 1988., 1994., 1996.
- Marjorie Sterrett Battleship Fund Award: 2004.

## CVN-70 u popularnoj kulturi
Nosač aviona CVN-70 odnosno Carl Vinson prikazan je u filmu Iza neprijateljskih linija u kojem Gene Hackman tumači admirala tog nosača, a Owen Wilson mladoga pilota mornaričkog lovca F/A-18 Super Hornet kojeg je srpska protuzračna obrana oborila na demilitaliziranom području iznad Bosne. Film je djelomično baziran događajima iz incidenta kod Mrkonjić Grada.
Cjelokupni eksterijer nosača broda snimljen je na CVN-70, dok je interijer broda osim na Carlu Vinsonu snimljen i na nosaču CVN-64.

## Vanjske poveznice
- Službena web stranica nosača aviona Carl Vinson  Arhivirana inačica izvorne stranice od 10. travnja 2008. (Wayback Machine)
- Neslužbena web stranica nosača aviona Carl Vinson
- USS Carl Vinson  Arhivirana inačica izvorne stranice od 11. svibnja 2012. (Wayback Machine)
- Foto galerija CVN-70
- Neslužbeni mornarički forum zaposlenika na CVN-70  Arhivirana inačica izvorne stranice od 2. veljače 2007. (Wayback Machine)
- Povijest Carla Vinsona